# تپه چغا گز
تپه چغا گز مربوط به عصر مس - عصر برنز است و در شهرستان ملایر، بخش سامن، دهستان آورزمان، روستای لولوهر واقع شده و این اثر در تاریخ ۲۶ اسفند ۱۳۸۷ با شمارهٔ ثبت ۲۶۱۵۱ به‌عنوان یکی از آثار ملی ایران به ثبت رسیده است.